# Bianca de Médicis
Bianca de Médicis (Florence, 10 septembre 1445 - 20 juillet 1505)  est un membre de la famille de Médicis, dirigeants de facto de la république de Florence à la fin du XVe siècle. Première fille de Pierre Ier de Médicis, souverain de la république de Florence, et la sœur de Laurent de Médicis, qui a succédé à son père à ce poste. Elle a épousé Guglielmo de' Pazzi, un membre de la famille Pazzi. Bianca était musicienne, en fait en 1460 a joué de l'orgue pour le pape Pie II et le futur pape Alexandre VI, et propriétaire terrienne.

## Biographie
Bianca de Médicis est l'une des filles de Pierre Ier de Médicis et Lucrezia Tornabuoni. En 1459, elle épouse Guglielmo de' Pazzi,  un ami d'enfance de son frère, Laurent de Médicis.  Cette alliance est destinée à résoudre le conflit entre les familles, mais n'a pas réussi à cet égard comme  l'a noté Machiavel dans ses Histoires florentines. Leur premier enfant, Contessina, est né avant janvier 1464. L'accord de mariage comprend une réduction importante des impôts imposés à la famille Pazzi. À la suite de la conspiration des Pazzi de 1478, le mariage de Bianca a atténué la colère de Lorenzo envers Guglielmo, qui n'a été que momentanément assigné à résidence, tandis que ses parents masculins ont été exilés ou exécutés, ses filles étant exemptées de l'interdiction de mariage contrairement aux autres filles Pazzi.
En 1460, Bianca est invitée à jouer de l'orgue pour le pape Pie II et son entourage lors d'une visite à Florence, alors que le pape revenait du concile de Mantoue  . Teodoro Montefeltro, le protonotaire apostolique voyageant avec le pape, a fait l'éloge de sa performance dans une lettre à Barbara de Brandebourg marquise de Mantoue. Pendant la même visite papale, elle a exécuté un deuxième concert à la demande du futur pape Rodrigo Borgia. Bianca a souvent joué pour des dignitaires locaux et en visite, contribuant à la réputation et à l'influence de ses familles.
En 1475, Bianca a demandé à sa mère d'acheter des terres agricoles pour elle, car Lucrezia avait plus d'influence au sein de la famille. Bien que Bianca possédait la propriété, celle-ci était gérée par le personnel employé par sa mère.

## Sources
- (it) K. Dorothea Ewart, Cosimo De' Medici, Cosimo, Inc., 2006, 256 p. (ISBN 978-1-59605-931-3, lire en ligne)
- (it) Niccolò Machiavelli, The Florentine Histories, New York, Paine and Burgess, 1845 (lire en ligne)
- (en) Maria Grazia Pernis et Laurie Adams, Lucrezia Tornabuoni De' Medici and the Medici Family in the Fifteenth Century, Peter Lang, 2006, 181 p. (ISBN 978-0-8204-7645-2, lire en ligne)
- (en) Prizer, « Games of Venus: Secular Vocal Music in the Late Quattrocento and Early Cinquecento », The Journal of Musicology, University of California Press, vol. 9, no 1,‎ 1991, p. 3–56 (DOI 10.2307/763832, JSTOR 763832)
- (en) Natalie R. Tomas, The Medici Women : Gender and Power in Renaissance Florence, Aldershot, Ashgate, 2003, 229 p. (ISBN 0-7546-0777-1).